# Geely Boyue
La Geely Boyue è un'autovettura di tipo Crossover SUV prodotta dalla casa automobilistica cinese Geely Automobile dal 2016.

## Prima generazione (dal 2016)
Disegnata dal centro stile Geely guidato da Peter Horbury, la Boyue segue il nuovo family feeling della casa inaugurato con la berlina Emgrand GC9.
Si tratta di una SUV compatta di segmento C che venne annunciata ad ottobre 2015 e presentata a dicembre. La produzione parte nel marzo 2016.
La Boyue utilizza una nuova piattaforma di base denominata NL  a trazione anteriore o integrale; nota con il codice progettuale NL-3, è stata sviluppata congiuntamente con Volvo presso il nuovo centro di ricerche China Europe Vehicle Technology Center (CEVT) a Göteborg in Svezia.
La vettura inizialmente doveva esser denominata Geely Emgrand Boyue e far quindi parte della gamma Emgrand del costrutture, tuttavia si decise per il mercato cinese di adottare il solo nome “Boyue” più distintivo al fine evitar confusione con gli altri modelli.
Lunga 4,519 m, larga 1,831 m e alta 1,694 m, ha un passo di 2,670 metri e un abitacolo a cinque posti. La gamma motori al debutto era composta da un 1.8 turbo benzina 4G18TDB quattro cilindri (basato su blocco Mitsubishi) a iniezione diretta che erogava 163 CV abbinato a cambio manuale sei rapporti e trazione anteriore, un secondo 1.8 turbo potenziato a 184 CV con cambio automatico sei rapporti e trazione integrale e il 2.0 quattro cilindri JLD-4G20 aspirato da 141 CV a trazione anteriore e cambio manuale. Nei mercati di esportazione viene offerta anche con il motore 2.4 quattro cilindri aspirato JLD-4G24 (su base Mitsubishi) da 175 CV con cambio manuale o automatico a sei rapporti.
Dal giugno 2017 inizia ad essere venduta in Sud America con il nome Geely Emgrand X7 Sport.
Nel novembre 2017 la vettura inizia ad essere assemblata in complete knock down dalla BelGee (joint venture tra Belaz e Geely) nello stabilimento di Barysaŭ in Bielorussia per essere esportata nei paesi CIS. In tali mercati viene ribattezzata Geely Atlas.
Da dicembre 2019 nello stabilimento Proton di Tanjung Malim parte l’assemblaggio della versione per la Malesia ribattezzata Proton X70. Il marchio Proton fa parte dal 2017 di Geely Group e alcuni modelli assemblati localmente vengono commercializzati col marchio malese.

### Geely Boyue Pro (2019-2021)

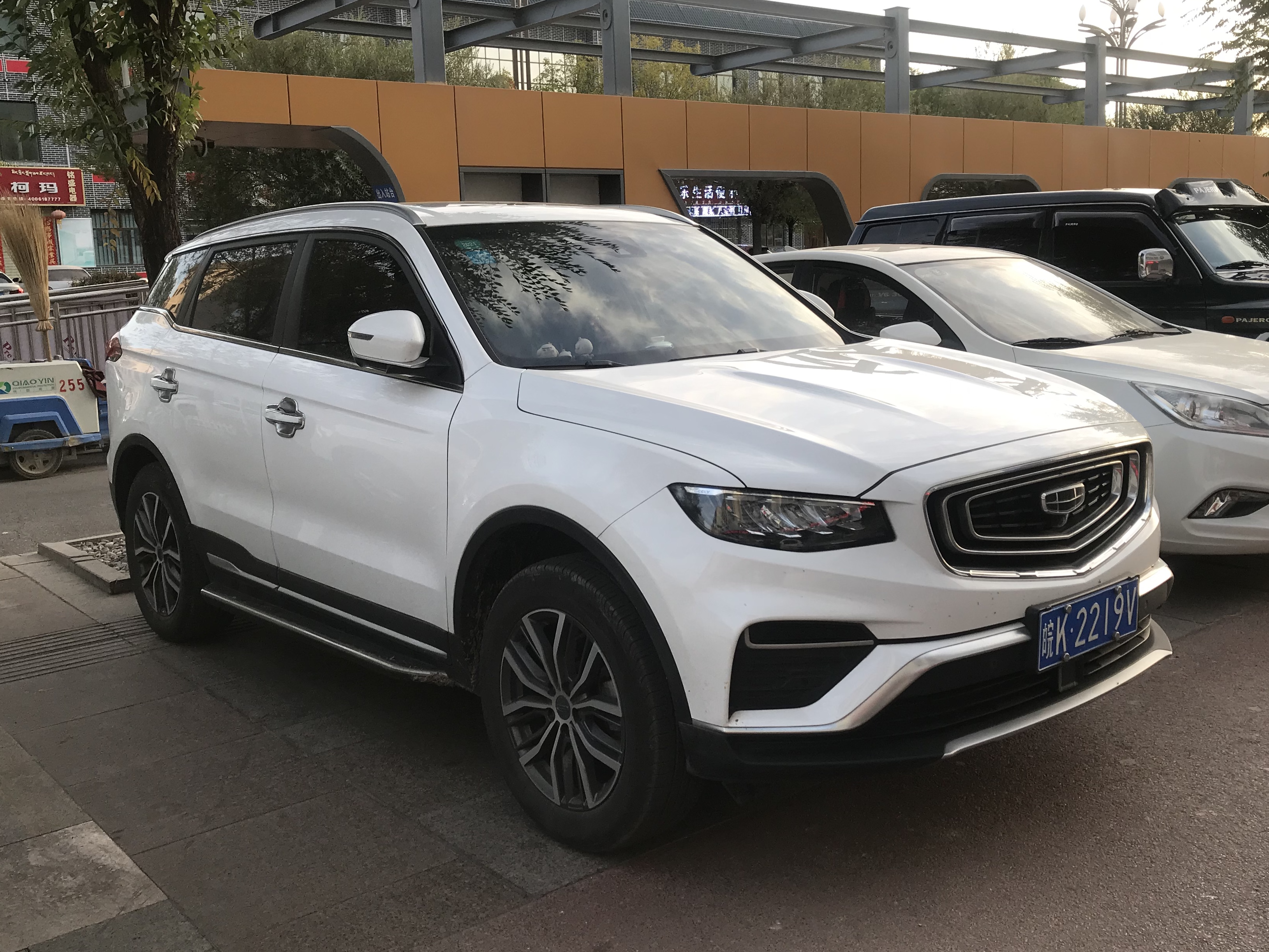
Geely Boyue Pro

Nel giugno 2018 viene presentato il restyling e la vettura viene ribattezzata Boyue Pro per distinguerla dal precedente modello rimasto in produzione. Nei mercati di esportazione asiatici viene ribattezzata Geely Azkarra mentre nell’Europa dell’Est e in Sud America viene ribattezzata Geely Atlas Pro.
Le principali modifiche riguardano l’estetica dove viene introdotto il nuovo frontale con la calandra esagonale (simile alla berlina Geely Borui GE), nuovi fanali full-LED, nuovo logo e al posteriore vengono aggiornati i fari e debutta il logo Geely a caratteri cubitali. Nuovi anche i paraurti che ne fanno aumentare la lunghezza complessiva fino a 4,544 metri.
Internamente debutta una nuova plancia con infotainment touch screen GKUI19 da 12.3 pollici e nuova strumentazione digitale TFT da 7 pollici.
Tra i dispositivi di sicurezza viene introdotto il sistema di monitoraggio pressione pneumatici, mantenimento corsia attivo, frenata automatica in caso di veicolo, riconoscimento pedoni e ciclisti, sensore angolo cieco, regolatore automatico fare abbaglianti e telecamera a 360 gradi.
La gamma motori viene aggiornata con il 1.8 turbo disponibile solo nella versione da 184 cavalli con un nuovo cambio a doppia frizione a sette rapporti, mentre come motore “base” debutta il tre cilindri 1.5 turbo VEA di origine Volvo (codice JLH-3G15TD) da 177 cavalli con tecnologia mild hybrid 48V con cambio manuale a sei rapporti o automatico Aisin a sei rapporti. Esce di scena il motore 2.0 e i modelli trazione integrale.

### Geely Boyue X (dal 2021)

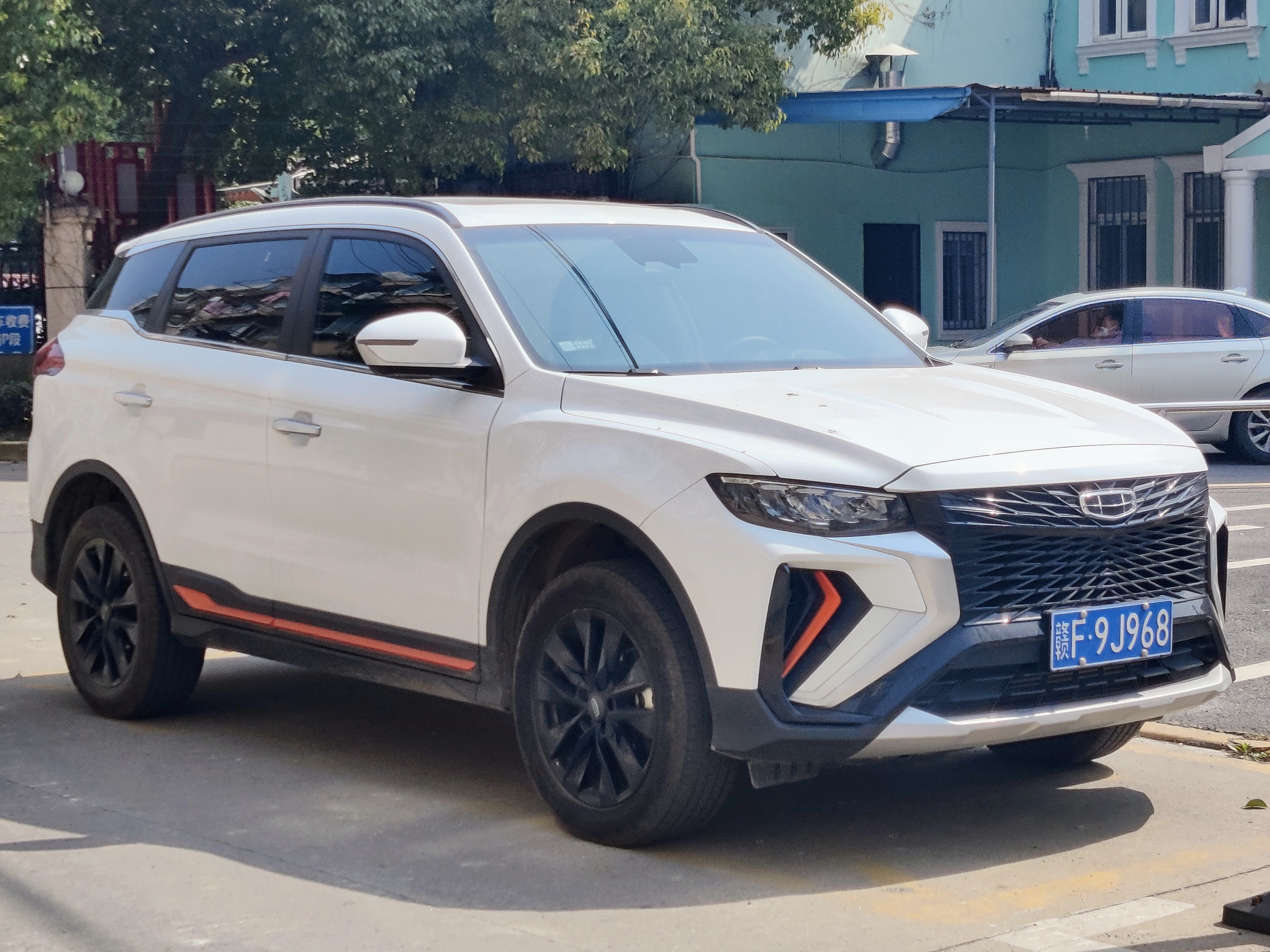
La Boyue X

La Boyue X viene presentata nell’ottobre 2021 ed è un secondo restyling che manda in pensione la versione Pro. Presenta il nuovo frontale denominato “Vision Starburst“ con una ampia calandra a X che si estende per tutto il muso. Al posteriore viene cambiato il paraurti e il portellone con una fascia nera che ingloba i fanali. Internamente debutta la strumentazione digitale da 12.3 pollici e la possibilità di aggiornamenti over-the-air per l’infotainment. La gamma motori resta la stessa della precedente Boyue Pro.

### Boyue facelift 2022
A marzo 2022 viene presentato un aggiornamento per la Boyue “standard” che adotta ora lo stesso frontale della Boyue Pro ma mantiene il paraurti posteriore del modello 2016 (la lunghezza resta di 4,519 metri). Tale modello si pone al di sotto della Boyue X sia in termini di prezzo che di contenuti e va a sostituire la vecchia versione 2016 che era rimasta in produzione. La rinnovata Boyue, essendo una versione base, dispone di infotainment da 10.25 pollici con connessione 4G, Wi-fi e aggiornamenti over-the-air, gamma colori e personalizzazioni semplificate, e il solo motore 1.8 TGDI da 184 CV e 300 Nm di coppia massima a 1.750 giri/min.

## Seconda generazione (dal 2022)

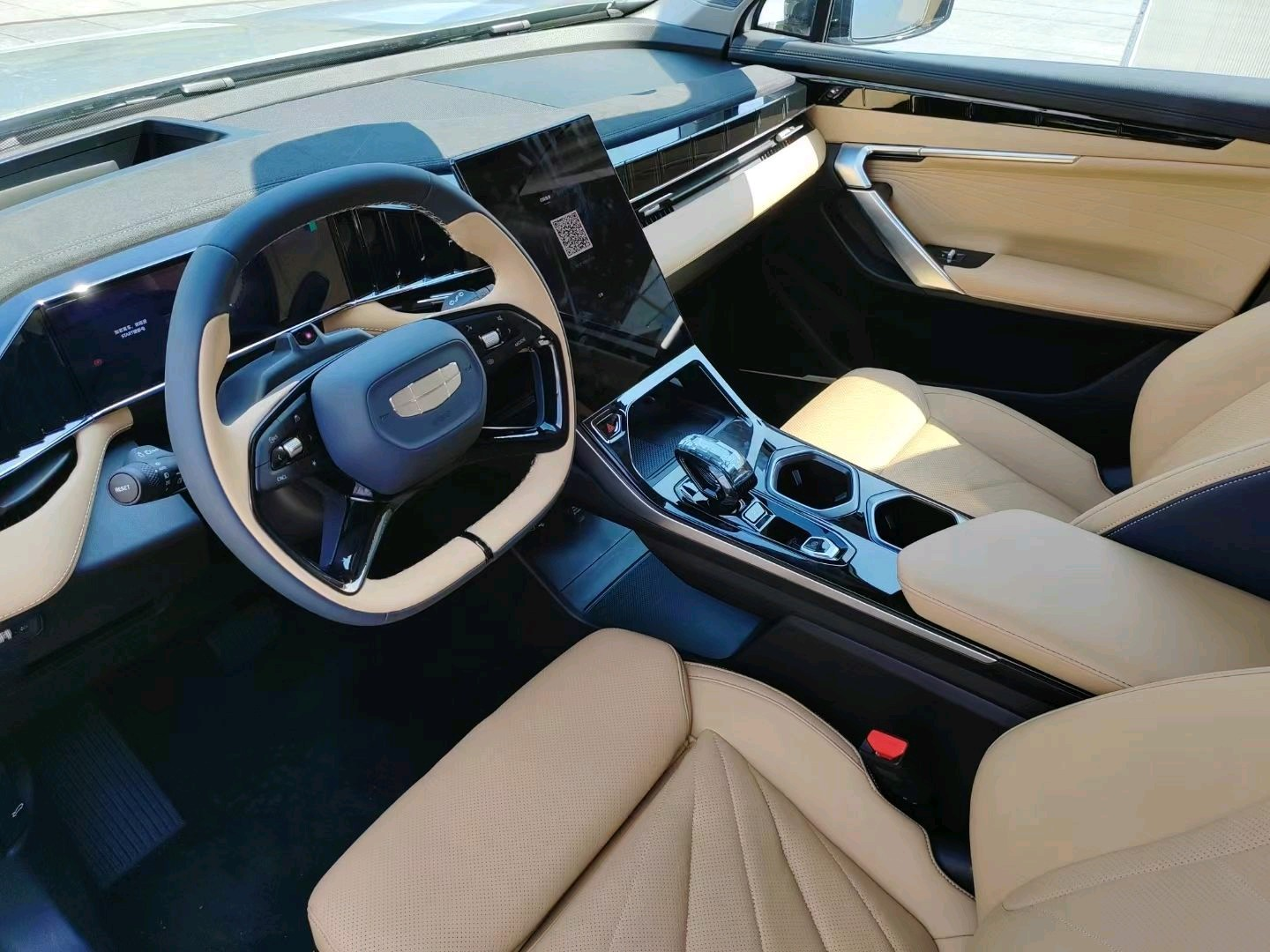
Interni

La seconda generazione (codice progettuale FX11) viene presentata ad agosto 2022 ed entra in proruzione nello stabilimento di Baoji in Cina nel mese di settembre.
Viene denominata “Boyue L” per distinguerla dalle precedenti Boyue e Boyue X che continuano ad essere prodotte.
Totalmente nuova si basa sul pianale CMA realizzato da Geely e Volvo e ha una carrozzeria lunga 4,670 m, alta 1,705 metri e larga 1,900 metri con un passo di 2,777 metri.
Il design è più spigoloso con linee rette presenti sia nel frontale che nella fiancata. L’anteriore è caratterizzato da una ampia calandra circondata dai fanali; questi ultimi sono composto da 182 LED. Al posteriore presenta un’ampia fanaleria sdoppiata sia verticale che orizzontale (lungo tutto il portellone) composta da 290 LED.
Internamente viene introdotto il nuovo infotainment a schermo verticale da 13,2 pollici basato su chip Qualcomm Snapdragon 8155. La strumentazione ha uno schermo digitale da 10.25 pollici. La dotazione di sicurezza è composta da ADAS di livello 2+.
La gamma motori è composta dal 1.5 turbo benzina (1.499 cc famiglia VEA) a iniezione diretta da 181 CV e 290 Nm di coppia massima accoppiato al cambio doppia frizione a sette rapporti, 2.0 turbo iniezione diretta (1.969 cc famiglia VEA) da 218 CV e 325 Nm di coppia massima con cambio doppia frizione sette rapporti.
La versione ibrida (denominata Hi·P) ha un motore termico 1.5 turbo (1480 cc) da 150 CV e 225 Nm accoppiato a motore elettrico da 100 kW (136 CV) e 320 Nm. La potenza combinato (elettrico + termico) è di 180 kW (245 CV) e 545 Nm di coppia massima. Il cambio è a tre rapporti. Il consumo nel ciclo WLTP è di 4,7 litri/100 km.